# 星名美怜
星名 美怜（ほしな みれい、1997年11月2日 - ）は、日本のタレント、俳優、歌手、元アイドルであり、私立恵比寿中学の元メンバーである。
神奈川県出身。

## 略歴
小学6年生のときに原宿竹下通りにいるところをにスカウトされ、スターダストプロモーションに入所した。
2010年5月22日開催の「スタ☆フェス vol.010〜エビ50%増量記念ライブ 〜やれることは やりました 2010 in ISHiMARU 7F〜」にて小池梨緒・鈴木裕乃・松野莉奈と共に私立恵比寿中学に入学（加入）した。
2016年、明治学院大学に現役合格を果たし4月から進学し、2020年3月に卒業した。なお、大学在学期間中は学校名は公表されていなかったが、卒業に伴い公表された。
2016年11月4日、初の生誕ソロライブ「MIREITOPIA」を東京・品川ステラボールにて開催。以降、グループ卒業まで毎年同時期に開催。
2018年12月24日、幕張メッセで開催された私立恵比寿中学のライブ「クリスマス大学芸会2018『ビターフローズンロール』」をリハーサル中にけがをしたことを理由に出演見送った。また翌25日の「クリスマス大学芸会2018『スペシャルロイヤルケーキ』」も大事をとって欠席した。30日、怪我はステージから落ちた際に頭を打ったもので、顔の腫れも出ていることから一時活動を休止することが発表された。
2019年2月17日、私立恵比寿中学ファンクラブイベントよりライブに復帰した。
2019年11月6日、ソロライブ「PINK DOLL HOUSE:2」を東京・マイナビBLITZ赤坂にて開催。前述の怪我により歌唱できなかった「クリスマス大学芸会2018」のユニット曲を真山りかと共に約1年越しに披露した。
2023年6月23日、自宅で転倒したことにより軽度の脳震盪を起こしたことが発表された。翌24日の宮城での私立恵比寿中学のライブを欠席することになった。
2023年8月、星名美怜自身がプロデュースするアパレルブランド「mILLELIz」（ミレリズ）を立ち上げた。
2024年11月25日、星名美怜のXアカウント及び私立恵比寿中学公式サイトより同日をもって私立恵比寿中学との契約が終了したことが報告された。これを受け、私立恵比寿中学公式サイトのプロフィール欄から削除された。また同日所属していたスターダストプロモーションの所属タレント一覧からも削除された。
2024年11月29日から12月8日までシアターHにて開催されていたミュージカル「Neo Doll」には主演・ツバキ 役として出演した。私立恵比寿中学卒業後初の仕事となった。
2025年1月19日、本格的な活動再開、及び新たな公式サイトとファンクラブの立ち上げを発表。

## 人物・エピソード
- 星名の愛称は「ミレペン」である。自身がSNSを投稿するときには「#ミレペン」タグを用いている[15]。
- 星名のファンの愛称は「みれりーず」である。星名がプロデュースするアパレルブランド「mILLELIz」（ミレリズ）は自身のファンの愛称である「みれりーず」から命名された[16]。
- 一人っ子である[17]。
- 趣味：美容研究、激辛グルメ、韓国旅行、ドライブ[4]。激辛ラーメンで有名な蒙古タンメン中本の常連である[18][19]。
- 特技：どこでも寝れる、誰とでも仲良くなれる、猫寄せ、即興替え歌[1]。
- 好きな食べ物：フルーツ全般[20]（特にイチゴ[21]）。フルーツがあると延々と食べ続けるので「フルーツモンスター」と言われている[20]。
- 愛猫の「moca（もか）」（ノルウェージャンフォレストキャット）を溺愛している[22][23]。
- 2歳から小学6年生まで英会話を習っていた[5]。
- 小学校1年生から5年生ぐらいまでバイオリンを習っておりコンクールにも出場していた[24]。
- 私立恵比寿中学在籍中、グループ内ではしっかり者な方でお姉さん的なポジションであった[25]。
- 私立恵比寿中学在籍中の自己紹介は2018年1月3日までは「あなたのハートが（ほっしーな！）みんなの声援（ほっしーな！）盛り上がって～（ほっしーな！）360度どこからみてもアイドル！出席番号ラッキー7星名美怜です。」[26]であったが、翌4日よりファンとの掛け合いはそのままに「エビ中のイマドキ革命ガール！出席番号ラッキー7星名美怜です。」に変更された[27]。

## 出演作品
※私立恵比寿中学としての出演／作品は、「私立恵比寿中学」の項を参照のこと。

### テレビ
- ジェネレーション天国（2013年4月22日、2014年3月10日（VTR出演）、フジテレビ）[28]
- アルバイドル （2014年6月29日、7月6日、NOTTV）[29]
- 次ナルTV（2015年10月15日深夜 - 2016年3月19日深夜、フジテレビ）[30] - MC（レギュラー）
- アップデート大学（2016年12月17日深夜、テレビ朝日系）
- 関内デビル（2019年9月13日 - 17日、2022年9月27日、テレビ神奈川）
- 趣味どきっ!（2020年10月19日、NHK Eテレ）[31]
- クルマでいこう!（2021年12月26日、2022年8月14日、テレビ神奈川）
- 月刊トーンバード（2022年8月10日、テレビ神奈川）- エ・ビルの声優として出演
- 猫のひたいほどワイド（2022年8月17日、8月24日、テレビ神奈川）
- Tune（2022年11月3日深夜 - 11月24日深夜、フジテレビ）- Monthly Tuneの11月MC[32]
- これ余談なんですけど・・・（2023年3月15日深夜、朝日放送テレビ）[33]
- なすなかにしのゲームキングダム（2023年8月8日 - 29日、BS11）
- THE突破ファイル（2024年1月25日、日本テレビ系列）- 再現ドラマに出演[34]
- バナナキマイラ（2024年3月31日深夜、日本テレビ系列）[35]
- 二軒目どうする？～ツマミのハナシ～（2024年7月20日深夜、テレビ東京）
- A-Golf（2024年8月28日、スペースシャワーTV）[36]
- 上田と古坂とマスクド・アイドル（2024年11月19日深夜、11月26日深夜[注 2]、中京テレビ）[37][注 3]

### ドラマ
- ヴァンパイア・ヘヴン 第5話・第11話（2013年5月10日・6月28日、テレビ東京）
- スカパー！朝のTwitterドラマ 第44作「神社」（2019年12月30日 - 2020年1月10日、Twitter）
- ショートムービー「思い出は明日から」（2025年、BUMP）
- ショートムービー「今日も明日も君を想う」（2025年、BUMP）

### 舞台
- ミュージカル「オープニングナイト」 〜桜咲高校ミュージカル部〜（2021年7月8日 - 11日、日本青年館ホール） - 坂上舞 役[38][39]
  - 再演（2021年11月1日 - 7日、新国立劇場 中劇場）[40]
- ドラマチックハイスクール（2022年10月7日 - 16日、品川プリンスホテル クラブeX） - 主演・結城芽衣子 役[41] ※初単独主演作品
- ミュージカル「暁のヨナ」（2024年7月20日 - 28日、シアターH） - 主演・ヨナ 役（Wキャスト）[42]
- 川谷絵音 presents "独特な人” 第七回公演  『Liar's House』（2024年10月13日、日本橋三井ホール）
- ミュージカル「Neo Doll」（2024年11月29日 - 12月8日、シアターH） - 主演・ツバキ 役[43]
- SEPT presents「SANZ:0」（2025年5月1日 - 5月6日、こくみん共済 coop ホール／スペース・ゼロ）- 主演・優羽 役[44][45]
- SEPT fate to ReAnimation「Rebellion」（2025年10月3日 - 10月13日、こくみん共済 coop ホール／スペース・ゼロ）優羽 役[46]

### インターネット配信／動画

#### ゲスト出演
- アイドル専門局下北FM（2015年6月4日、ニコニコ生放送）[47]
- 桜エビ～ず水春の「ものまね寺小屋ABZ」（2017年10月26日、生テレ）
- bis Channel（2020年8月7日、10月23日、12月18日、2021年2月1日、3月12日、3月26日、YouTube）
- 川上アキラの人のふんどしでひとりふんどし（2020年11月23日、テレ朝動画）
- CanCamRoom（2021年4月29日、SHOWROOM） - CanCamモデルの菜波がMCを務める番組
- めっちゃKawaii TV（2021年5月13日、5月27日、Twitter[48]） - MC：ryuchell・横山由依（AKB48）
- 星名美怜×春本ヒロ×落合賢でエンタメティーチイン（2022年3月31日、4月7日、YouTube）
- 『ドラマチックハイスクール』稽古が始まったよ！女子会SP（2022年9月16日、ニコニコ生放送）
- やかんとアイドル（2022年11月1日〜2日、11月21日〜25日、2023年1月2日〜3日、YouTube）
- スタダGamersClub（2023年9月24日、11月16日、2024年1月29日、YouTube）

#### レギュラー番組
- ほっしーなの禁断の果実ごはん（2019年9月 - 2020年2月、cookpadLive） - フルーツ好きの星名が、フルーツを使った料理に挑戦する[49]
  - #1 梨マジック！極上チキン料理（2019年9月25日配信、コク旨！梨の照り焼きチキン）
  - #2 ぶどうでコク旨イタリアン（2019年10月8日配信、コク旨！ぶどうのボロネーゼ）
  - #3 アツアツ魅惑のリンゴ料理（2019年11月14日配信、熱々！アップルチーズグラタン）
  - #4 苺の誘惑！禁断の豚肉料理（2019年12月26日配信、いちごソースのポークソテー）
  - #5 オレンジ香る！絶品肉料理（2020年1月21日配信、オレンジソースハンバーグ）
  - #6 キウイで絶品！豚肉料理（2020年2月4日配信、キウイで柔らかポークチャップ）

- ほっしーなの対決エビ中ごはん（2020年3月 - 2021年3月、cookpadLive） - 「みじん切り」ができるようになった星名が、毎回メンバーを招いて料理をしていく[50][注 4]
  - #1 ジュワっと揚げ物にチャレンジ（2020年3月2日配信、ゲスト：柏木ひなた、スコッチエッグ）
  - #2 オムライスを上手に包もう！（2020年4月6日配信、ゲスト：真山りか、テリチキオムライス）
  - #3 くるくる巻いて！韓国料理（2020年5月13日配信、ごま香る！プルコギキンパ）
  - #4 包んで焼いて！エスニック餃子（2020年6月18日配信、ゲスト：中山莉子、レモンでさっぱり！ガパオ餃子）
  - #5 オムレツどっちが上手かな（2020年7月16日配信、ゲスト：小林歌穂、とろーりオムレツタコライス）
  - #6 冷やし中華！錦糸卵で対決（2020年8月3日配信、ゲスト：真山りか、パッタイ冷やし中華）
  - #7 秋はもうすぐ！きのこ料理（2020年9月3日配信、ゲスト：柏木ひなた、きのこみぞれつくね）
  - #8 ハロウィンスイーツをつくろう（2020年10月29日配信、ゲスト：中山莉子、ハロウィンのかぼちゃクレープ）
  - #9 秋の味覚を炊き込んでみよう！（2020年11月19日配信、ゲスト：真山りか、秋鮭の炊き込みごはん、ほっくり！さつまいもの卵焼き）
  - #10 アツアツふわふわ料理に挑戦（2020年12月7日配信、ゲスト：小林歌穂、もこもこスフレドリア）
  - #11 韓国料理でフライパン技を磨け！（2021年1月14日配信、ゲスト：中山莉子、ヤンニョムチキンお好み焼き）
  - #12 ひな祭りにたべたい手まり寿司（2021年2月22日配信、ゲスト：柏木ひなた、3色手まり寿司）
  - #13 中華で春を満喫レシピ（2021年3月8日配信、ゲスト：真山りか、モッツァレラ回鍋肉・ミモザ粟米湯）
- 小さな国ちゃんねる Special配信『WAKU WAKU WORLD』（2021年9月23日 - 11月29日、small worlds TOKYO / ミクチャ 小さな国ちゃんねる[51]） - 真山りかと共にMC
- 矢口真里の火曜The NIGHT（2022年9月6日 - 9月27日、AbemaTV）- 9月度マンスリーMC

#### その他配信
- 私立恵比寿中学出席番号ラッキー7星名美怜のドレミレどん!（2013年3月13日、Ustream）
- 私立恵比寿中学 星名美怜『MIREITOPIA』スペシャル！（2016年10月25日、SHOWROOM）
- ミレペントーク（2021年2月 - 2024年、SHOWROOM）不定期配信
- エビ中・星名美怜が「八代」の名産でいろいろつくってみた！（2023年3月31日、4月7日、YouTube）

### イベント
- tvk開局50周年「感謝のカタチゲーム」 B.LEAGUE 2022-23シーズン B1リーグ戦第8節 神奈川ダービー（2022年11月30日、川崎市とどろきアリーナ）
- tvk「関内デビルゲーム」B.LEAGUE 2024-25シーズン B1リーグ戦第3節 神奈川ダービー（2024年10月18日、川崎市とどろきアリーナ）
- JAPAN GOLF FAIR 2025（2025年3月9日、パシフィコ横浜展示ホール）- GOLFINブースにてトークセッションに出演

### その他出演
- インスタメディア「VISSECA」（モデル）[52]
- HYSTERIC GLAMOUR「Next Generations Vol.11」（モデル）[53]
- AND MOOD（モデル）[54][55]
- JILLSTUART Beauty（2023年2月20日公開）- Twitterキャンペーンモデル

## ディスコグラフィー

### ソロ楽曲
- キミに39（作詞・作曲・編曲：浅利進吾） - エビ中のユニットアルバム さいたまスーパーアリーナ盤（2013年12月8日発売、DFC8-1）に収録[56]
- 微笑み（作詞：星名美怜） - 2021年11月開催のソロライブ「PINK DOLL HOUSE:4」にて披露[57]

### ユニット楽曲
- 神様の言うとおり（エビ中のユニットアルバム 青年館盤、瑞季・星名美怜・鈴木裕乃ユニット「フリンデルガール」楽曲）（作詞：辻純更、作曲：上田晃司）[56]
- for you（エビ中のユニットアルバム サンプラザ盤、杏野なつ・星名美怜ユニット「スターナッツ」楽曲）（作詞・作曲・編曲：大内正徳）[56]

私立恵比寿中学の楽曲では「藍色のMonday」「PANDORA」が星名をフィーチャーした曲である。

## 単独公演

### ソロライブ
- 星名美怜生誕ソロライブ「MIREITOPIA」（2016年11月4日、 東京・品川ステラボール）[8]
- 星名美怜生誕ソロライブ「ハタチ☆ホシナ」（2017年11月2日、東京・マイナビBLITZ赤坂）[58]
- 星名美怜生誕ソロライブ「PINK DOLL HOUSE」（2018年11月1日、東京・マイナビBLITZ赤坂）[59]
- 星名美怜生誕ソロライブ「PINK DOLL HOUSE:2」（2019年11月6日、東京・マイナビBLITZ赤坂）[11]
- 星名美怜生誕ソロライブ「PINK DOLL HOUSE:3」（2020年10月11日、東京・品川ステラボール）[60]
- 星名美怜生誕ソロライブ「PINK DOLL HOUSE:4」（2021年11月10日、東京・Zepp DiverCity）[57]
- 星名美怜生誕ソロライブ「PINK DOLL HOUSE:5」（2022年10月31日、神奈川・KT Zepp Yokohama）[61][62]
- 星名美怜生誕ソロライブ「PINK DOLL HOUSE:6」（2023年10月31日、神奈川・KT Zepp Yokohama）[63]
- 星名美怜生誕ソロライブ「PINK DOLL HOUSE:7」（2024年10月30日、東京・Zepp Shinjuku(TOKYO)）[64]

### トークイベント
- 星名美怜生誕トークショー ミレペントーク（2021年11月10日、東京・Zepp DiverCity）[65]
- MIREI CLUB ミレペントーク Lv.1・Lv.2（2025年3月15日、東京・J-SQUARE SHINAGAWA）- 2部制[66]

## 書籍

### 写真集
- MIREITOPIA（2016年11月2日、集英社、撮影：細居幸次郎）ISBN　978-4-08-780801-8。2021年9月16日にデジタルカラー版を発売。

### 雑誌
- 文具自慢（2013年12月9日、扶桑社）
- UTB 2014年4月号[注 5]、2021年2月号[注 6]（2014年2月23日、2020年12月23日、ワニブックス）
- 文具屋さん大賞2014（2014年3月10日、扶桑社）
- kirari 5月号（2014年4月10日、マガジン・マガジン）
- Top Yell 11月号[注 7]（2014年9月30日、竹書房）
- ビッグコミックスピリッツ（2015年3月9日、小学館） - 佐々木彩夏・星名美怜・安藤ゆず（スペシャルユニット「チームわたあめ」by命名あーりん）が掲載[67]
- 月刊アームズマガジン（2015年6月27日、ホビージャパン）[68]
- 週刊ヤングジャンプ（2015年7月2日[67]、2016年11月2日[注 8]、集英社）
- OVERTURE No.8（2016年9月17日、徳間書店 )
- 週刊プレイボーイ No.45（2016年10月24日、集英社）
- bis（2020年3月号ほか多数、光文社）
- BRODY 2020年10月号[注 9]（2020年8月21日、白夜書房）
- BUBKA（2021年4月号、2022年3月号、白夜書房）
- IDOL AND READ 028（2021年8月25日、シンコーミュージック・エンタテイメント） - 表紙
- SAUNA BROS vol.4[注 9]（2022年7月7日、東京ニュース通信社）
- 美的 2022年10月号（2022年8月22日、小学館）

#### 連載
- smart（宝島社）
  - 「私立恵比寿中学星名美怜のこれ着てほっしーな★」（2015年2月24日：4月号 - 2016年1月24日：3月号）[67]
  - 「星名美怜の社会科見学！！」（2016年2月24日：4月号 - 2018年1月24日：3月号）
- Samurai ELO（三栄書房）「140文字で広がる世界」（2015年3月24日：5月号 - 2016年1月24日：3月号）[4]

### カレンダー

#### 発売中止
- 星名美怜オフィシャルカレンダー2025（MAILIVIS）
  - 2024年12月25日に発売を予定していたが、同年11月25日に所属事務所との契約が終了したのを受け、発売中止となった[69]。